# Bilineaire transformatie
De bilineaire transformatie is een transformatie in het domein van de digitale signaalanalyse, en legt een verband tussen het complexe s-vlak van de Laplace-transformatie en het complexe z-vlak van de z-transformatie. De bilineare transformatie wordt gebruikt om systeemfuncties van analoge filters om te zetten in systeemfuncties van digitale filters, en kan dus concreet gezien worden als een ontwerpmethode van digitale filters. In de Engelstalige vakliteratuur wordt deze transformatie doorgaans aangeduid onder de naam BZT (bilinear z-transform)

## Transformatie en inverse transformatie
De bilineaire transformatie is:
{\displaystyle z={\frac {2+sT}{2-sT}}}
Hieruit kan direct de inverse transformatie gevonden worden:
{\displaystyle s={\frac {2}{T}}{\frac {z-1}{z+1}}}
Hierbij is T de bemonsteringsperiode (sampling period), dus de inverse van de bemonsteringsfrequentie (sampling frequency).

## Gevolgen voor de frequentieassen
De reële frequentieas van een analoog systeem wordt bekomen door de complexe variabele s van het Laplacedomein te beperken tot zijn imaginair gedeelte:
{\displaystyle s\,\rightarrow \,j\omega _{a}}
Bij een digitaal systeem vindt men het fundamenteel interval van de reële frequentieas door de complexe variabele z te beperken tot de eenheidscirkel:
{\displaystyle z\,\rightarrow \,e^{j\omega _{d}T}}
De bilineaire transformatie beeld deze analoge frequentieas en het fundamenteel interval van de digitale frequentieas op elkaar af.
Wanneer de twee bovenstaande beperkingen in de formule van de bilineaire transformatie worden ingebracht wordt een direct verband tussen de analoge en het fundamenteel interval van de digitale frequentieas bekomen, dat kan worden geschreven als:
{\displaystyle {\frac {\omega _{a}T}{2}}\,=\,\tan {\frac {\omega _{d}T}{2}}}
en omgekeerd:
{\displaystyle {\frac {\omega _{d}T}{2}}\,=\,\arctan {\frac {\omega _{a}T}{2}}}
Uit deze relaties blijkt dat de analoge frequentie en de digitale frequentie nagenoeg aan elkaar gelijk zijn voor lage frequenties. Zowel de tangens als de arctangens hebben immers een helling van 45° in nul in de oorsprong. Pas op hogere frequentie begint de digitale frequentie achter te blijven op de analoge. Dit komt doordat uiteindelijk de rand van het fundamenteel interval van de digitale frequentias moet overeen stemmen met het punt op oneindig van de analoge frequentieas.

## Eigenschappen
Omdat de transformatie gebruikt wordt als ontwerpmethode van digitale filters, meer bepaald door ze op de systeemfunctie van een analoog filter toe te passen, is het belangrijk dat een aantal eigenschappen van het filter tijdens de transformatie wordt behouden. De transformatie  respecteert:
- het type filter: laagdoorlaat, hoogdoorlaat, banddoorlaat en bandstop.

Dit is een gevolg van het feit dat zoals reeds eerder vermeld de lage analoge frequenties worden afgebeeld op lage digitale frequenties, en hoge analoge frequenties op hoge digitale frequenties. Meer bepaald wordt s = 0 (en dus {\displaystyle \omega _{a}} = 0) afgebeeld op z = 1. De analoge DC-waarde wordt dus afgebeeld op de digitale. Anderzijds wordt s = oneindig, (en dus {\displaystyle \omega _{a}} = oneindig) afgebeeld op z = −1. Op de digitale frequentieas stemt dit overeen met de grens van het fundamenteel interval van de digitale frequentieas.
- de stabiliteit: een stabiel analoog filter wordt omgezet in een stabiel digitaal filter.

Dit komt doordat punten waarbij Re(s)<0, het gebied waarin de polen van een stabiel analoog systeem moeten voldoen, worden afgebeeld op punten binnen de eenheidscirkel van het complexe z-vlak. Dit is precies het gebied waarin de polen van een digitaal systeem moeten liggen om een stabiel digitaal systeem op te leveren. 
- Nullen van het analoog systeem met een positief reëel deel worden afgebeeld op digitale nullen die buiten de eenheidscirkel liggen. Analoge nullen met een negatief reëel deel worden afgebeeld op digitale nullen binnen de eenheidscirkel. Ten slotte komen analoge nullen op de imaginaire as van het s-vlak terecht op digitale nullen op de eenheidscirkel van het z-vlak.

## Pre-warping

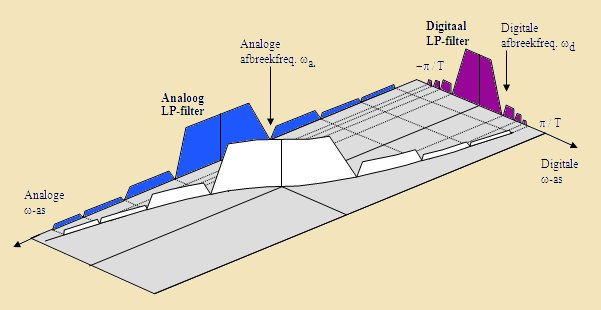
Door de bilineaire transformatie wordt een analoog filter omgezet in een digitaal.

De analoge frequentieas is voor lage frequenties quasi gelijk aan de digitale, maar ligt voor hogere frequenties hoger dan de digitale. Dit komt doordat de digitale frequentieas slechts loopt tot de helft van de bemonsteringsfrequentie, terwijl de analoge as tot op oneindig loopt. Bij het ontwerp van een digitaal filter zullen afbreekfrequenties natuurlijk gespecifieerd worden voor dat digitaal filter. Indien men het digitaal filter wil ontwerpen met de bilineaire transformatie vertrekt men vanaf een gelijksoortig analoog filter. De afbreekfrequenties van dit analoog filter moeten dus hoger genomen worden dan de specificatie van het digitaal filter, om uiteindelijk op de juiste digitale afbreekfrequentie uit te komen. Dit noemt men "pre-warping". De analoge afbreekfrequentie die de juiste digitale oplevert kan gewoon worden berekend met de hierboven vermelde formule die de analoge frequentie schrijft in functie van de digitale:
{\displaystyle \omega _{a}\,=\,{\frac {2}{T}}\tan {\frac {\omega _{\text{d}}T}{2}}}
of indien men direct met de frequenties in hertz werkt:
{\displaystyle f_{a}\,=\,{\frac {1}{\pi T}}\tan(\pi Tf_{\text{d}})}
Nog steeds is {\displaystyle T} hier {\displaystyle 1/f_{s}}, waar {\displaystyle f_{s}} de bemonsteringsfrequentie is.

## Gebruik als ontwerpmethode voor digitale filters: voorbeeld
Stel dat men vertrekt van een analoog tweede-orde-Butterworth-filterprototype om een tweede-orde-digitaallaagdoorlaatfilter te berekenen met een afbreekfrequentie van 4 kHz, voor een bemonsteringsfrequentie van 10 kHz. De analoge afbreekfrequentie kan bepaald worden met de formule voor prewarping en is dan:
{\displaystyle f_{\text{a}}\,=\,4625{,}31\,{\text{Hz}}}
In radialen per seconde is dit:
{\displaystyle \omega _{\text{a}}\,=\,29061{,}70\,{\text{rad/s}}}
De analoge waarden liggen dus zoals verwacht hoger dan de digitale.
De systeemfunctie van het Butterworth-filterprototype is:
{\displaystyle B_{2}(s)\,=\,{\frac {1}{s^{2}+{\sqrt {2}}s+1}}}
Hierop wordt eerst de schaling toegepast, zoals beschreven in het artikel over Butterworth-filterprototype:
{\displaystyle s\,\rightarrow \,{\frac {s}{\omega _{\text{a}}}}}
Vervolgens wordt elke s in de resulterende uitdrukking vervangen door zijn uitdrukking in functie van z, zoals gegeven door de inverse formule van de bilineaire transformatie, zoals gegeven in de eerste paragraaf. 
De digitale systeemfunctie is dan, na invulling van de getalwaarden:
{\displaystyle H_{\text{d}}(z)\,=\,{\frac {2{,}500(z+1)^{2}}{12{,}10z^{2}-4{,}472z+2{,}370}}}
Dit is een digitaal tweede-orde-laagdoorlaatfilter (te herkennen aan de dubbele nul in z = −1), met een afbreekfrequentie van 4 kHz.